# (1868) Терсит
(1868) Терсит (др.-греч. Θερσίτης) — типичный троянский астероид Юпитера, движущийся в точке Лагранжа L4, в 60° впереди планеты. Астероид был открыт 24 сентября 1960 года голландскими астрономами К. Й. ван Хаутеном, И. ван Хаутен-Груневельд и Томом Герельсом в Паломарской обсерватории и назван в честь Терсита, персонажа древнегреческой мифологии, свергшего каледонского царя Ойнея.

Орбита астероида Терсит и его положение в Солнечной системе
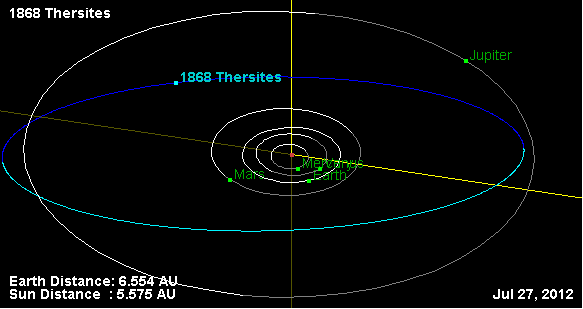
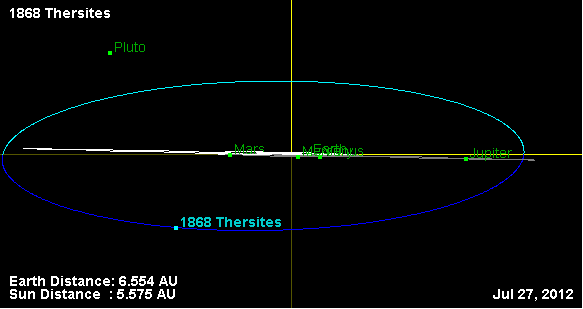